# Lakehurst (New Jersey)
Lakehurst est une municipalité américaine située dans le comté d'Ocean au New Jersey, à l'est de Philadelphie.
Lors du recensement de 2010, sa population est de 2 654 habitants. La municipalité s'étend sur 1,01 milles carrés (2,62 km2), dont 0,09 milles carrés (0,23 km2) d'étendues d'eau.
La ville devient un borough devient indépendant du township de Manchester au printemps 1921. Elle doit son nom à sa situation près de deux lacs (en anglais : lakes) et de bois de pins (en anglais : pine hursts).
Le dirigeable LZ 129 Hindenburg a été détruit  par un incendie sur la base d'aéronautique navale de Lakehurst (en) lors de son atterrissage le 6 mai 1937.

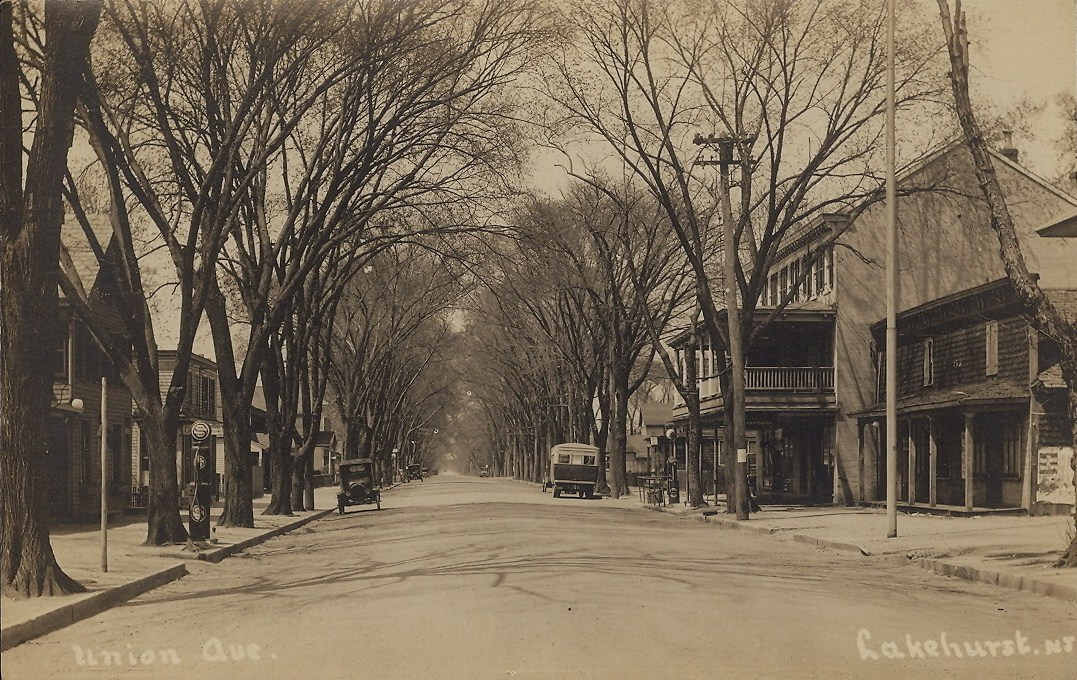
Lakehurst en 1910.
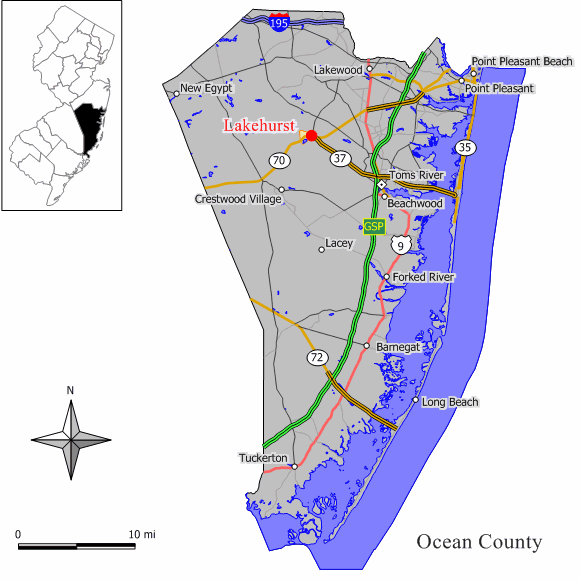
Localisation de Lakehurst au New Jersey.